# Нордман, Иоганн
Иоганн Нордман (3 марта 1820, Кремс-на-Дунае, Нижняя Австрия — 20 августа 1887, Вена) — австрийский поэт, журналист и писатель

-путешественник. Значительную часть своих произведений написал под псевдонимами.
О его жизни сохранилось мало сведений. Известно, что в раннем возрасте он потерял отчима и был воспитан матерью. Окончил гимназию пиаристов в родном городе, первое его стихотворение было опубликовано в 1830 году. В 1837 году переехал в Вену, где изучал философию, с 1839 года жил в этом городе, хотя часто надолго покидал его: с 1843 по 1845 год работал домашним учителем в семье силезского барона и сопровождал его детей в дальних поездках по Германии, Тиролю, Швейцарии, Южной Франции, Италии и Сицилии; вернувшись в июле 1845 года, практически сразу уехал в Данию и Норвегию, в 1846 году посетил Дрезден и Лейпциг. Принимал участие в революционных событиях 1848 года, впоследствии на протяжении десятилетий из-за своих убеждений и журналистской деятельности находился под надзором полиции. В начале 1850-х годов женился. В 1881 году председательствовал на конгрессе писателей Австро-Венгрии.
В 1853 году основал еженедельный венский журнал «Der Salon» (просуществовал всего два года), состоял редактором «Neue Freue Presse». Его социально-политические «Gedichte» (1847) при их появлении в Австрии были запрещены цензурой. В «Zwei Frauen» (1850) воспевал чувственную любовь. Получили известность его поэтические повести «Fr ühlingsnä chle in Salamanca» (3-е издание — 1880). После его смерти появилось собрание его стихотворений — «Gedichte», с биографическим предисловием Э. Ранцони (2-е издание — Вена, 1892). Писал также статьи об альпийском туризме.